# Salsigne
Salsigne – miejscowość i gmina we Francji, w regionie Oksytania, w departamencie Aude.
Według danych na rok 1990 gminę zamieszkiwały 372 osoby, a gęstość zaludnienia wynosiła 32 osoby/km² (wśród 1545 gmin Langwedocji-Roussillon Salsigne plasuje się na 582. miejscu pod względem liczby ludności, natomiast pod względem powierzchni na miejscu 668.).